# Tōyō Keizai Shimpō

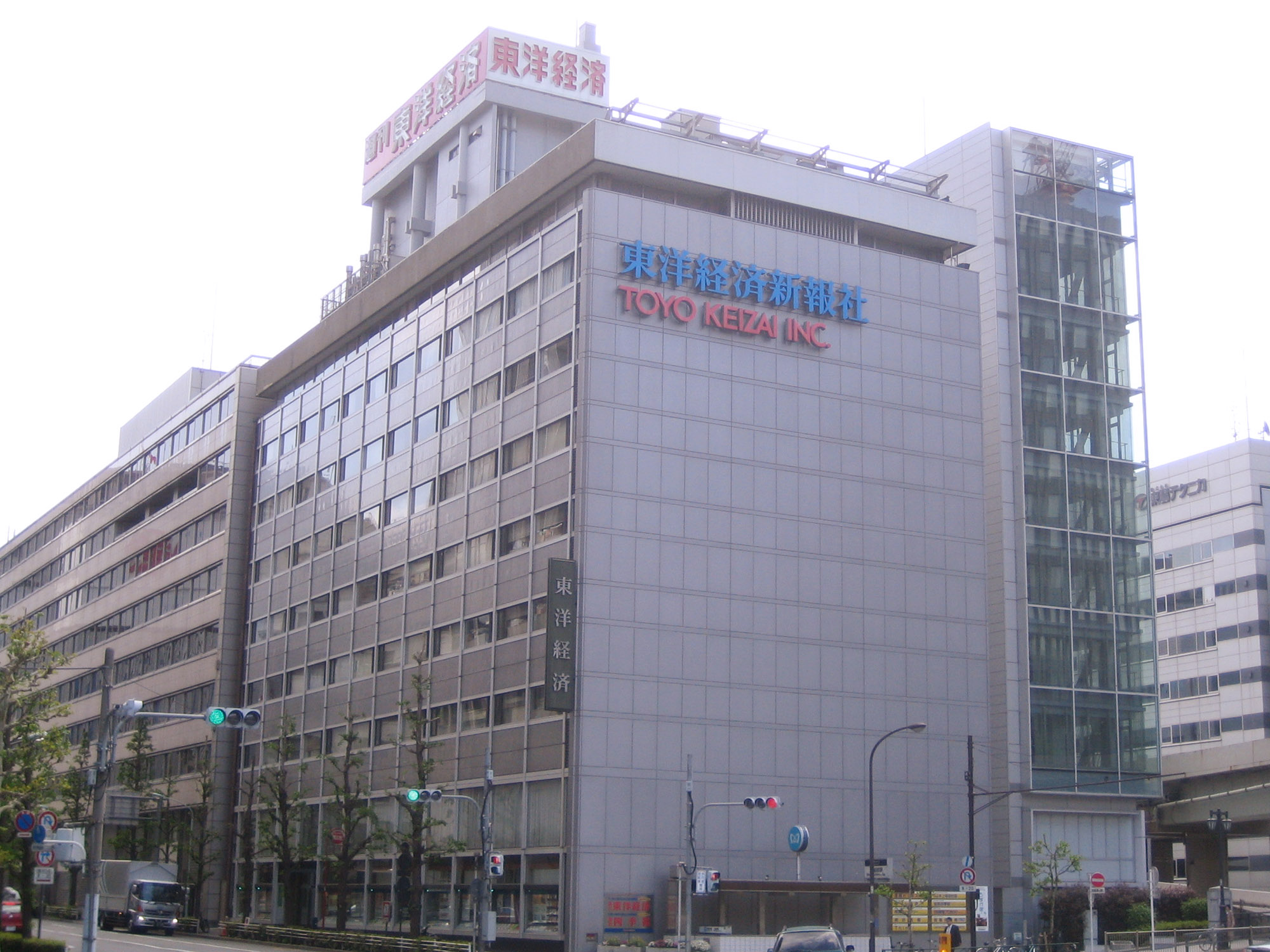
Tōyō Keizai Geschäftsstelle

Tōyō Keizai Shimpō (japanisch 東洋経済新報) ist eine japanische Zeitung mit dem Schwerpunkt Finanzwirtschaft.

## Übersicht
Die Zeitung „Tōyō Keizai Shimpō“ wurde 1895 von Machida Chūji (町田 忠治; 1863–1946) gegründet, der sich zum Zeitpunkt des Ausbruchs des Chinesisch-Japanischen Krieges in London aufhielt und dem Beispiel von The Economist und The Statist folgte. Finanziell unterstützt wurde er von Shibusawa Eiichi und anderen einflussreichen Wirtschaftsmännern. Zunächst erschien die Zeitung viermal im Jahr, seit 1919 wöchentlich. Nach Machida wurden Amano Tameyuki (1861–1938), Uematsu Hisaaki (植松 考昭; 1876–1912) und Miura Tetsutaro (三浦銕太郎; 1874–1972) Geschäftsführer.
In seiner Gründungszeit wurde es neben dem von Taguchji Ukichi (田口 卯吉; 1855–1905) herausgegebenen Magazin „Tokyo Keizai Zasshi“ (東京経済雑誌) an nächster Stelle genannt. Ziel war, aktiv die Entwicklung des industriellen Kapitals zu fördern, für offene Türen und freien Handel einzutreten und manchmal auch dem Machtanspruch der Armee und Marine entgegenzuwirken, wobei man sich für Minister aus dem zivilen Bereich einsetzte. Das war eine ungewöhnlich freiheitliche Position in Asien dieser Zeit.
Diese liberale Haltung wurde von Ishibashi Tanzan (石橋 湛山; 1884–1973) übernommen, der von 1950 bis 1946 das Amt innehatte. So gibt es zum Beispiel eine Reihe bemerkenswerter Artikel wie die Kontroverse um die Aufhebung des Goldembargos und „Was lehrt uns Deutschlands Verrat des deutsch-sowjetischen Nichtangriffspaktes von 1939?“ Iwanami Shigeo griff den Artikel auf und verbreitete ihn als Sonderdruck weiter.
Ab der extragroßen Neujahrsausgabe von 1961 wurde der Titel entsprechend der geänderten Erscheinungsweise in „Weekly Tōyō Keizai Shimpō“ (週刊東洋経済, Shūkan tōyō keizai) geändert.